# 夢のコドモニヨン王国
『夢のコドモニヨン王国』（ゆめのコドモニヨンおうこく）は、1986年5月2日から同年6月13日までテレビ東京系列局で放送されていた子供向けのバラエティ番組。テレビ東京とIVSテレビ制作の共同製作。全7回。放送時間は毎週金曜 19:00 - 19:30 （日本標準時）。

## 出演者
- 大竹まこと・きたろう・斉木しげる（シティボーイズ）
- 中村ゆうじ
- 吹越満
- ほか

## 主題歌
- 夢のコドモニヨン王国のテーマ（歌：いとうせいこう / 作曲：ヤン富田）

## 主な企画
子供たちにしてはいけない事を教える「こわいぞ」のコーナー、子供たちの悩みを解決する「ケプラー博士の忙しい週末」のコーナー、有名レストランの食事が本当に美味しいのかを子供たちの視点でチェックする「グルグルグルメ」のコーナーなどがあった。また豚の額に線を描き「豚の貯金箱」・カニを着色し「クモ」・カメに棒を装着し「フライパン」に変身させる「動物大変身」というコーナーもあり、「火遊びをするとおねしょする」と言う迷信が本当かどうか確かめるために、子供たちに火の輪くぐりをやらせたり火が点いたハードルを跳ばせたりするという企画も行われていた。

## スタッフ
- ディレクター：加藤雅之、梁取正彦、中野晴夫
- 演出：伊藤輝夫（現：テリー伊藤）
- 製作：テレビ東京、IVSテレビ制作

## 後日談
- 2016年2月21日に同局で放送された『 テレビ東京52年分の映像大放出!モヤモヤ映像廃棄センター〜こんなVTR新社屋に持って行けません〜 』で、演出を担当した「伊藤輝夫」ことテリー伊藤の目の前で放送された[4]。